# 군내초등학교
군내초등학교는 대한민국 경기도 파주시 군내면 백연리에 있는 공립 초등학교이다. 이 학교는 민간인출입통제구역 내에 있다. 2008년 교육청의 소규모 학교 통폐합 방침에 따라 폐교 결정이 내려졌으나 주민들의 노력으로 폐교 결정이 철회되어 오늘에 이르고 있다.

## 학교 연혁
- 1911년 4월 1일 장단공립보통학교로 개교
- 1938년 4월 1일 군내공립심상소학교로 개명
- 1941년 4월 1일 군내공립국민학교로 개명
- 1950년 5월 20일 제37회 졸업식
- 1973년 8월 21일 백련국민학교로 개교
- 1982년 10월 30일 군내국민학교 (교명 변경)
- 1985년 3월 1일 병설유치원 개원
- 1996년 3월 1일 군내초등학교 (교명 변경)
- 2020년 3월 1일 16대 공정희 교장 취임
- 2021년 1월 8일 제84회 8명 졸업 (누계:349명)
- 2021년 3월 1일 초등 6학급(41명)

## 같이 보기
- 대성동초등학교
- 통일촌

## 참고 자료
- 군내초등학교 - 한국교육학술정보원 학교알리미